# Aurahi (Sarlahi)
Pour les articles homonymes, voir Aurahi.
Aurahi (en népalais : औरही) est un comité de développement villageois du Népal situé dans le district de Sarlahi. Au recensement de 2011, il comptait 7 167 habitants.